# Wenceslau Braz (tiểu vùng)
Wenceslau Braz là một tiểu vùng thuộc bang Paraná, Brasil. Tiều vùng này có diện tích 3158 km², dân số năm 2007 là 97422 người.